# Absturz einer Boeing 720 der Lufthansa 1961
Beim Absturz einer Boeing 720 der Lufthansa 1961 stürzte am 4. Dezember 1961 eine Boeing 720 der Lufthansa bei einem Trainingsflug in Rheinland-Pfalz ab, wobei alle drei Besatzungsmitglieder den Tod fanden.

## Flugzeug
Die Boeing 720-030B, eine Version der Boeing 707, mit dem Luftfahrzeugkennzeichen D-ABOK wurde am 28. April 1961 an die Lufthansa geliefert und erhielt den Taufnamen „Düsseldorf“. Das Flugzeug war mit Pratt & Whitney-Triebwerken des Typs JT3D-1 ausgestattet.
Es handelte sich um den weltweit ersten Totalverlust und den ersten tödlichen Zwischenfall mit einer Maschine dieses Typs, deren Auslieferung erst im Februar desselben Jahres begonnen hatte.

## Unfallverlauf
Die Boeing 720 „Düsseldorf“ startete um 12:22 Uhr von Startbahn 25L des Flughafens Frankfurt zu einem Trainingsflug mit Ziel Köln. Gegen 12:25 Uhr meldeten die Piloten das Überqueren des Funkfeuers Nierstein bei einer Höhe von 6000 Fuß. Danach wurden die Piloten aufgefordert, nach rechts in Richtung des Navigationspunkts Rüdesheim zu drehen und sich bei einer Höhe von 9000 Fuß wieder zu melden. Dies bestätigten die Piloten. Kurz danach drehte sich die „Düsseldorf“ auf den Kopf und bohrte sich mit einer Querneigung von 55° in einen Acker bei Ebersheim. Alle drei Insassen starben, darunter Kapitän Sussmann, der nur zwei Monate zuvor den Absturz einer anderen Boeing 707 verhindert hatte, bei der sich während des Fluges plötzlich die Ladung und damit der Schwerpunkt der Maschine verschoben hatte.

## Ursachen
Der Grund für den plötzlichen Sturzflug konnte nie einwandfrei geklärt werden. Vermutet wird eine Blockierung der Steuerflächen durch eine fehlerhafte Sicherung der hydraulischen Steuerung, für die Boeing ein Jahr nach dem Unfall eine Verbesserung anmahnte.